# Ja'net DuBois
Pour les articles homonymes, voir Dubois.
Ja'net DuBois, nom de scène de Jeannette Theresa Dubois, est une actrice de cinéma, de télévision et de comédies musicales, chanteuse et compositrice américaine née le 5 août 1932 à Philadelphie en Pennsylvanie et morte le 17 février 2020 à Glendale en Californie.

## Biographie

### Jeunesse et formation
Ja'net DuBois est née à Philadelphie un 5 août, après divers doutes sur l'année de sa naissance qui donnaient selon les sources des années différentes, la notice de la bibliothèque du Congrès indique l'année de 1938, un autre document venant du consulat du Brésil à New York indique l'année de 1932 d'autres sources secondaires donnent les années 1935, 1937, 1943. Le problème est que pendant longtemps on ne savait pas sur quel(s) document(s) s’appuyaient ces diverses assertions. Le très sérieux New York Times, dans sa notice nécrologique, ne se prononce pas sur sa date de naissance ne faisant que rapporter les dires de la famille  « Ms. DuBois’s family said she was 74, although public records indicate she may have been older./ La famille de madame DuBois dit qu'elle avait 74 ans (au moment de son décès) quoique des documents officiels laissent entendre qu'elle était plus âgée ». Les doutes sont définitivement levés lorsque son acte de décès est enfin révélé par la presse le 13 mars 2020, elle est bel et bien née le 5 août 1932 et son père n'est pas Gordon DuBois mais Cab Calloway,,,.
Elle est élevée par sa mère Lilian DuBois qui emménage à Amityville (New York). Puis elle et sa mère s'installent à Brooklyn, ce qui lui permettra plus tard de faciliter ses débuts sur Broadway,.

### Vie privée
Ja'net DuBois s'est mariée une seule fois avec Sajit Gupta, ils divorcent, de leur union naissent quatre enfants Raj Kristo Dubois, Rani DuBois, Burghardt Dubois, Yovanne Dubois and Kesha Gupta,,.

### Mort
Ja'net DuBois décède de causes naturelles chez elle durant son sommeil le 17 février 2020 à l'âge de 74 ans,,,,,,,,,.

### Carrière
Après ses débuts sur la scène de Broadway de 1960 à 1965, Ja'net DuBois est révélée pour son rôle de Willona Woods dans la série télévisée de la CBS Good Times (en) de 1974 à 1979 aux côtés de John Amos,,. Elle est la première actrice afro-américaine à obtenir un rôle principal dans un soap opera. Nommée par deux fois aux Emmy Awards.

### Engagements
Durant les années 1980, Ja'net DuBois fonde la Ja'Net DuBois Academy of Theater Arts and Sciences à destination des adolescents,. En 1992, elle cofonde avec Danny Glover le Pan African Film Festival,. Elle s'est engagée au sein de la DuBois Care Foundation

## Comédies musicales
- 1960 : The Long Dream, de Ketti Frings (en) et Pembroke Davenport[34], sous la direction de Lloyd Richards (en)[35], à l'Ambassador Theatre[36],
- 1964 - 1966 : Golden Boy (musical) (en) de Lee Adams (en) et Charles Strouse, sous la direction d'Arthur Penn, 568 représentations sont données au Majestic Theatre (Broadway)[36].

## Filmographie

### Cinéma
- 1966 : A Man Called Adam : une femme au jazz club
- 1973 : Five onn the Black Hand Side : Stormy Monday
- 1977 : A Piece of the Action : Nellie Bond
- 1988 : I'm Gonna Git You Sucka (en) de Keenen Ivory Wayans : Ma Bell
- 1990 : Penny Ante: The Motion Picture : Tante
- 1990 : Un ange de trop (Heart Condition) : Mme Stone
- 1995 : Magic Island (vidéo) : Lucretia
- 2000 : Waterproof (en) : Viola Battle
- 2003 : Charlie's Angels : Les Anges se déchaînent ! (Charlie's Angels: Full Throatle) : Momma Bosley

## Discographie
- 1980 : Queen of the Highway, label : Som Livre.
- 1996 : TV Themes of the '70s : pour la chanson de 1975 Movin'On Up, dont elle est l'auteure-compositrice, thème de la série de télévision The Jeffersons[37].
- 2007 : Hidden Treasures, label : Peanuts & Caviar.

## Récompenses et nominations

### Récompenses
- 1999 : lauréate d'un Emmy Awards, catégorie "meilleure performance de voix Off", pour avoir prêté sa voix à Mme Avery[38]
- 2001 : lauréate d'un Emmy Awards, catégorie "meilleure performance de voix Off", pour avoir prêté sa voix à Mme Avery[38]

### Nominations
- 1999 : nomination pour les Emmy Awards, catégorie "meilleure performance de voix Off", pour avoir prêté sa voix à Mme Avery dans la série d'animation The PJs[39],
- 2001 : nomination pour les Emmy Awards, catégorie "meilleure performance de voix Off", pour avoir prêté sa voix à Mme Avery dans la série d'animation The PJs[40],